# 李永亮
李永亮（1975年9月—），中华人民共和国政治人物，四川简阳人。中共党员。曾任四川省交通运输厅办公室主任、省交通运输厅公路局局长、省交通厅厅长，现任湖南省湘潭市委副书记、市政府党组书记、市长。

## 生平
1999年，毕业于西安公路交通大学（现长安大学）交通土建工程（公路与城市道路工程）专业，获大学工学学士学位。同年7月参加工作。2002年5月至2017年1月，长期在四川省交通厅公路局、改制后的四川省交通运输厅工作。2017年1月，出任四川省交通运输厅办公室主任。至12月，出任四川省交通运输厅公路局局长、党委书记。
2018年11月，外放地方，被题名为四川省凉山州人民政府副州长候选人。12月，出任凉山州人民政府党组成员、副州长。2018年12月至2023年4月，历任阿坝州委常委、常务副州长、州行政学院院长、州生态文明干部学院院长。
2023年2月，出任四川省交通运输厅厅长。2024年10月，他跨省履新，任中共湘潭市委委员、常委、副书记。10月28日，接替辞职的市长胡贺波，出任湘潭市副市长、代理市长。12月当选湘潭市人民政府市长。